# الشهيد (جرابلس)
الشهيد قرية سوريّة تتبع إداريّاً لمحافظة حلب منطقة جرابلس ناحية غندورة، بلغ تعداد سكانها 237 نسمة حسب التعداد السكاني لعام 2004.